# Víťazovce
Víťazovce ist eine Gemeinde im Osten der Slowakei mit 321 Einwohnern (Stand: 31. Dezember 2024), die zum Okres Humenné, einem Kreis des Prešovský kraj, gehört. Sie ist Teil der traditionellen Landschaft Zemplín.

## Geographie
Die Gemeinde befindet sich am Südteil der Niederen Beskiden im Bergland Ondavská vrchovina, am Bach Hatka im Einzugsgebiet der Ondava über den Nebenfluss Oľka. Das Ortszentrum liegt auf einer Höhe von 187 m n.m. und ist 14 Kilometer von Humenné entfernt.
Nachbargemeinden sind Černina im Norden, Baškovce im Nordosten, Ohradzany im Osten, Karná im Süden und Südwesten und Lukačovce im Westen und Nordwesten.

## Geschichte
Víťazovce wurde zum ersten Mal 1451 als Vytezwagasa schriftlich erwähnt und war Teil des Herrschaftsgebiets von Humenné. Im 16. und 17. Jahrhundert kam es zur Entvölkerung des Dorfes, das später als Siedlung wieder entstand. 1787 hatte der damalige Weiler drei Häuser und 41 Einwohner, 1828 zählte man sieben Häuser und 60 Einwohner, davon viele Untermieter.
Bis 1918 gehörte der im Komitat Semplin liegende Ort zum Königreich Ungarn und kam danach zur Tschechoslowakei beziehungsweise heute Slowakei. Bis 1956 war Víťazovce Teil der Gemeinde Ohradzany und ist seither eine selbstständige Gemeinde. Ein Großteil der Einwohner pendelte zur Arbeit nach Humenné, die Landwirte waren privat organisiert.

## Bevölkerung
| Jahr                | 1994 | 2004    | 2014    | 2024    |
| ------------------- | ---- | ------- | ------- | ------- |
| Anzahl der Personen | 347  | 345     | 313     | 321     |
| Unterschied         |      | −0,57 % | −9,27 % | +2,55 % |

| Jahr                | 2023 | 2024    |
| ------------------- | ---- | ------- |
| Anzahl der Personen | 324  | 321     |
| Unterschied         |      | −0,92 % |

Nach der Volkszählung 2011 wohnten in Víťazovce 326 Einwohner, davon 304 Slowaken, zwei Ukrainer und ein Tscheche. 19 Einwohner machten keine Angabe zur Ethnie.
282 Einwohner bekannten sich zur römisch-katholischen Kirche, 10 Einwohner zur griechisch-katholischen Kirche und zwei Einwohner zur orthodoxen Kirche. Zwei Einwohner bekannten sich zu einer anderen Konfession, sieben Einwohner waren konfessionslos und bei 23 Einwohnern wurde die Konfession nicht ermittelt.

## Verkehr
Durch Víťazovce führt die Cesta III. triedy 3826 („Straße 3. Ordnung“) von Humenné (Anschluss an die Cesta I. triedy 74 („Straße 1. Ordnung“)) und Ohradzany heraus und weiter nach Košarovce. Der nächste Bahnanschluss ist in Humenné an den Bahnstrecken Michaľany–Łupków und Humenné–Stakčín.